# あいまいなオカピ
『あいまいなオカピ』は、2005年4月から2006年12月にラジオ大阪（OBC）とラジオ日本（RF）で放送されていたラジオ番組（アニラジ）。パーソナリティは愛河里花子と中原麻衣。2006年1月29日から3月5日放送回までの間は愛河里花子が出産のために夫である岩田光央が代わってパーソナリティを務めた。
V-STATION枠では、1998年のVステ夏の陣98以来、長年にわたって愛河里花子がOBC日曜22時台のパーソナリティ（ただしコーナーレギュラーも含める）を務めてきたが、愛河里花子がパーソナリティを務めたVステ枠のラジオ番組は2007年6月現在これが最後である。
番組開始以来、長らくOBC版は60分（V-STATION関係の特別編成の場合はOBC版とRF版とで内容が異なる）、RF版は30分の放送であったが、2006年10月から（言い換えれば末期の3ヶ月間）は両局共に30分放送であった。OBCが60分放送でRFが30分放送であった当時、このような放送体形をとっていた番組は他に『岩田光央・鈴村健一 スウィートイグニッション』（現在もOBC、RFで放送中）があったが、『あいまいなオカピ』は『スウィートイグニッション』のような完パケではなく、OBC版の一部のコーナーをカットして30分の長さに編集したものをRF版として放送していた。そのため『スウィートイグニッション』がオープニングトークを2回収録しているのに対してあいまいなオカピのオープニングトークは1回のみであった（前番組の『ゆる蔵、うれしいね。』も同様）。

## コーナー
※印はラジオ大阪のみ放送されたコーナー。●印はOBC、RF共30分放送になってからのコーナー。
メスオカピの主張!
4名のメスオカピ（代々木アニメーション学院生徒）のパーソナルな部分をどんどん聞き出すためのコーナー
オカピのように!
世界中の様々な物の特徴を三つ挙げて、一体何の事を言っているのかを宛てるクイズコーナー
ふつおた
普通のお便りのコーナー
サロンあいまい（2006年1月29日から3月5日は「サロンみつお」）
リスナーからの悩み事や相談事に里花子ママとヘルプの麻衣ちゃんが答えるコーナー
※絶対双子・あいまい（2006年1月29日から3月5日は「がんまい」）武勇伝!!
お題から連想される言葉を合わせて二人の心のシンクロ度を見せつけていくコーナー
F-1グランプリ
普通のお便りの普通度を競うコーナー
※DEMOTEやろうぜ!
リスナーから送られた萌えるセリフを元に愛河里花子がキーワードをナレーションし、セリフを中原麻衣がキャラクター声で読み上げるコーナー
●秘密の人言葉
●世界一短い一行ポエム
●クイズ問題は何でしょう？
| ラジオ大阪 日曜22:00 - 22:30（2005年4月 - 2006年12月）※ | ラジオ大阪 日曜22:00 - 22:30（2005年4月 - 2006年12月）※ | ラジオ大阪 日曜22:00 - 22:30（2005年4月 - 2006年12月）※     |
| 前番組                                                  | 番組名                                                  | 次番組                                                      |
| ------------------------------------------------------- | ------------------------------------------------------- | ----------------------------------------------------------- |
| ゆる蔵、うれしいね。+ワン! （21:30 - 23:00の90分番組）  | あいまいなオカピ                                        | ミエノのタタキ!ヒトミ添え おかわり∞ （月曜日24:30から移動） |

※ただし2005年4月 - 2006年9月は22:30 - 23:00枠も放送